# Macerio nublio
Macerio nublio is een spinnensoort uit de familie van de Cheiracanthiidae.
De wetenschappelijke naam van de soort werd in 1997 gepubliceerd door Alexandre Bragio Bonaldo & Antonio Domingos Brescovit.